# Olympische Winterspiele 2022/Skeleton/Qualifikation
Der nachfolgende Artikel beschreibt die Qualifikation für die Olympischen Winterspiele 2022 im Skeleton.

## Qualifikationssystem
Insgesamt 50 Quotenplätze (25 pro Geschlecht) stehen im Skeleton zur Verfügung. Pro Nation dürfen maximal sechs Athleten (drei pro Geschlecht) gemeldet werden. Für die Verteilung der Quoten wurde die Weltrangliste mit Stand des 16. Januar 2022 herangezogen. Pro Geschlecht werden 2 NOKs drei Quotenplätze zugesprochen. Bei den Männern erhalten zudem 6 weitere zwei Quotenplätze und 7 NOKs einen Quotenplatz. Bei den Frauen erhalten vier Nationen zwei Quotenplätze und 11 weitere einen Quotenplatz.
Teilnahmeberechtigt sind Athlet unter den Top 60 (Männer) oder den Top 55 (Frauen).

## Qualifikationszeitraum
Des Qualifikationszeitraum erstreckte sich vom 15. Oktober 2020 bis zum 16. Januar 2022. Ausschlaggebende waren die Rennen des Skeleton-Weltcup 2021/22, aber auch Ergebnisse von Intercontinental-, Europa- und Amerika-Cup-Rennen. Die Athleten mussten an mindestens acht Rennen auf mindestens drei verschiedenen Strecken teilgenommen haben, um teilnahmeberechtigt zu sein.

## Übersicht
| Nation                       | Männer | Frauen | Athleten |
| ---------------------------- | ------ | ------ | -------- |
| Amerikanische Jungferninseln | 0      | 1      | 1        |
| Amerikanisch-Samoa           | 1      | 0      | 1        |
| Australien                   | 1      | 1      | 2        |
| Belgien                      | 0      | 1      | 1        |
| Brasilien                    | 0      | 1      | 1        |
| China                        | 2      | 2      | 4        |
| Deutschland                  | 3      | 3      | 6        |
| Großbritannien               | 2      | 2      | 4        |
| Italien                      | 2      | 1      | 3        |
| Kanada                       | 1      | 2      | 3        |
| Lettland                     | 2      | 1      | 3        |
| Niederlande                  | 0      | 1      | 1        |
| Österreich                   | 2      | 1      | 3        |
| Puerto Rico                  | 0      | 1      | 1        |
| ROC                          | 3      | 3      | 6        |
| Tschechien                   | 0      | 1      | 1        |
| Schweiz                      | 1      | 0      | 1        |
| Spanien                      | 1      | 0      | 1        |
| Südkorea                     | 2      | 1      | 3        |
| Ukraine                      | 1      | 0      | 1        |
| Vereinigte Staaten           | 1      | 2      | 3        |
| Gesamt: 21 NOKs              | 25     | 25     | 50       |

## Nominierte Athleten

### Männer
| Platz  | NOK                | Nominierte Athleten     | Nominierte Athleten  | Nominierte Athleten |
| ------ | ------------------ | ----------------------- | -------------------- | ------------------- |
| 1      | Deutschland        | Alexander Gassner       | Christopher Grotheer | Axel Jungk          |
| 2      | ROC                | Vladislav Semenov       | Nikita Tregubow      | Alexander Tretjakow |
| 3      | Lettland           | Martins Dukurs          | Tomass Dukurs        | —                   |
| 4      | Südkorea           | Jung Seung-gi           | Yun Sung-bin         | —                   |
| 5      | Italien            | Amedeo Bagnis           | Mattia Gaspari       | —                   |
| 6      | China              | Yang Wengang            | Yin Zheng            | —                   |
| 7      | Großbritannien     | Matt Weston             | Marcus Wyatt         | —                   |
| 8      | Österreich         | Samuel Maier            | Alexander Schlintner | —                   |
| 9      | Ukraine            | Wladyslaw Heraskewytsch | —                    | —                   |
| 10     | Vereinigte Staaten | Andrew Blaser           | —                    | —                   |
| 11     | Amerikanisch-Samoa | Nathan Crumpton         | —                    | —                   |
| 12     | Australien         | Nicholas Timmings       | —                    | —                   |
| 13     | Kanada             | Blake Enzie             | —                    | —                   |
| 14     | Schweiz            | Basil Sieber            | —                    | —                   |
| 15     | Spanien            | Ander Mirambell         | —                    | —                   |
| Gesamt | 15                 | 25                      | 25                   | 25                  |

### Frauen
| Platz  | NOK                          | Nominierte Athleten   | Nominierte Athleten | Nominierte Athleten    |
| ------ | ---------------------------- | --------------------- | ------------------- | ---------------------- |
| 1      | ROC                          | Julija Kanakina       | Jelena Nikitina     | Alina Tararytschenkowa |
| 2      | Deutschland                  | Tina Hermann          | Jacqueline Lölling  | Hannah Neise           |
| 3      | Kanada                       | Jane Channell         | Mirela Rahneva      | —                      |
| 4      | Vereinigte Staaten           | Kelly Curtis          | Katie Uhlaender     | —                      |
| 5      | China                        | Li Yuxi               | Zhao Dan            | —                      |
| 6      | Großbritannien               | Brogan Crowley        | Laura Deas          | —                      |
| 7      | Niederlande                  | Kimberley Bos         | —                   | —                      |
| 8      | Österreich                   | Janine Flock          | —                   | —                      |
| 9      | Italien                      | Valentina Margaglio   | —                   | —                      |
| 10     | Belgien                      | Kim Meylemans         | —                   | —                      |
| 11     | Australien                   | Jaclyn Narracott      | —                   | —                      |
| 12     | Tschechien                   | Anna Fernstädt        | —                   | —                      |
| 13     | Brasilien                    | Nicole Rocha Silveira | —                   | —                      |
| 14     | Puerto Rico                  | Kellie Delka          | —                   | —                      |
| 15     | Lettland                     | Endija Tērauda        | —                   | —                      |
| 16     | Südkorea                     | Kim Eun-ji            | —                   | —                      |
| 17     | Amerikanische Jungferninseln | Katie Tannenbaum      | —                   | —                      |
| Gesamt | 17                           | 25                    | 25                  | 25                     |